# Книжка с картинками

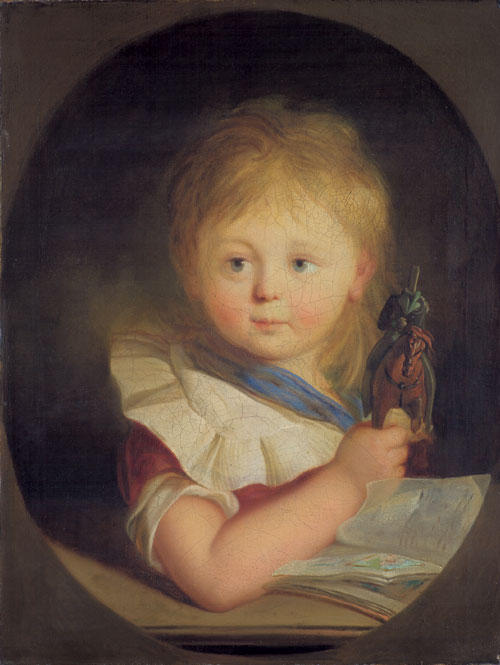
Портрет ребёнка с иллюстрированной книжкой (К. Л. Фогель)

Кни́жка с карти́нками — издание для детей, в котором текст (как правило, художественный) сопровождается большим количеством иллюстраций. Книжка с картинками может быть предназначена как для чтения взрослыми детям, так и для самостоятельного чтения детьми. Иллюстрации в таких книгах нередко являются частью авторского замысла и неотъемлемы от текста — особенно в случаях, когда автор одновременно является и иллюстратором (как в книгах Беатрис Поттер, Мориса Сендака, Эрика Карла, Владимира Сутеева и др.).
Книжки с картинками часто имеют увеличенный формат и небольшое количество страниц (как правило, до 40). Как и книжки-игрушки, они нередко печатаются на плотной бумаге или картоне.

## История

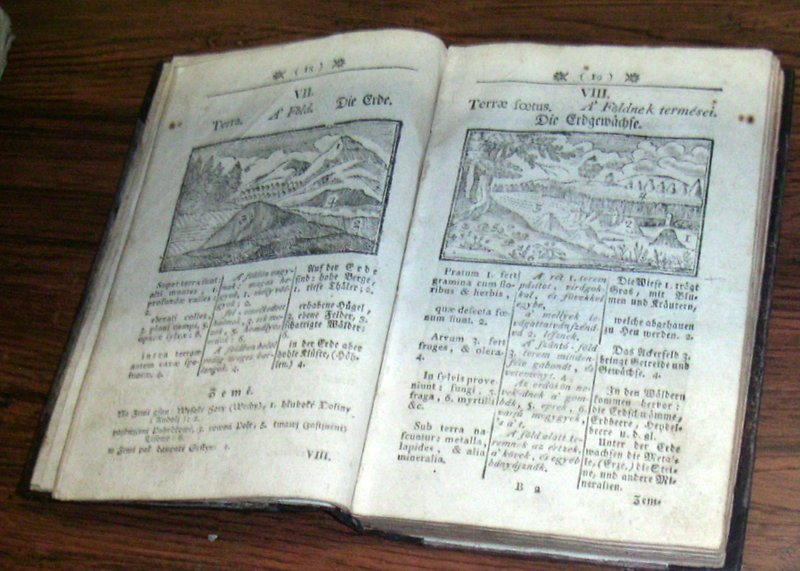
Разворот Orbis Sensualium Pictus

Первой иллюстрированной книгой для детей может считаться энциклопедический труд чешского священника и педагога Яна Амоса Коменского «Orbis Sensualium Pictus» («Мир чувственных вещей в картинках») изданный в 1658 году и содержавший иллюстрации в виде гравюр по дереву на каждой странице. Уже в 1659 году книга была переведена с латыни на английский язык. Близкой по замыслу была немецкая популярная серия «Иллюстрированная книга для детей» (нем. Bilderbuch für Kinder; 190 выпусков, 1790—1822), которую издавал Фридрих Юстин Бертух.
В Великобритании первой книжкой с картинками, предназначенной больше для развлечения, нежели для обучения, считается «A Little Pretty Pocket-Book», изданная в 1744 году Джоном Ньюберри и содержавшая стишки на каждую букву алфавита. Первым образцом иллюстрированной детской книжки современного типа признаётся немецкий сборник стихов «Стёпка-Растрёпка» (нем. Struwwelpeter) Генриха Гофмана, изданный в 1845 году. Начиная с середины XIX века сборники сказок (например, братьев Гримм и Андерсена), ранее иллюстрировавшиеся достаточно скупо, стали издаваться с многочисленными картинками в исполнении известных художников, таких как Гюстав Доре, Джордж Крукшенк, Вильгельм Педерсен, Йон Бауэр, Иван Билибин и др. Большой успех выпал на долю «Алисы в стране Чудес» с классическими иллюстрациями Джона Тенниела, вышедшей в 1866 году.

## Известные образцы книжек с картинками

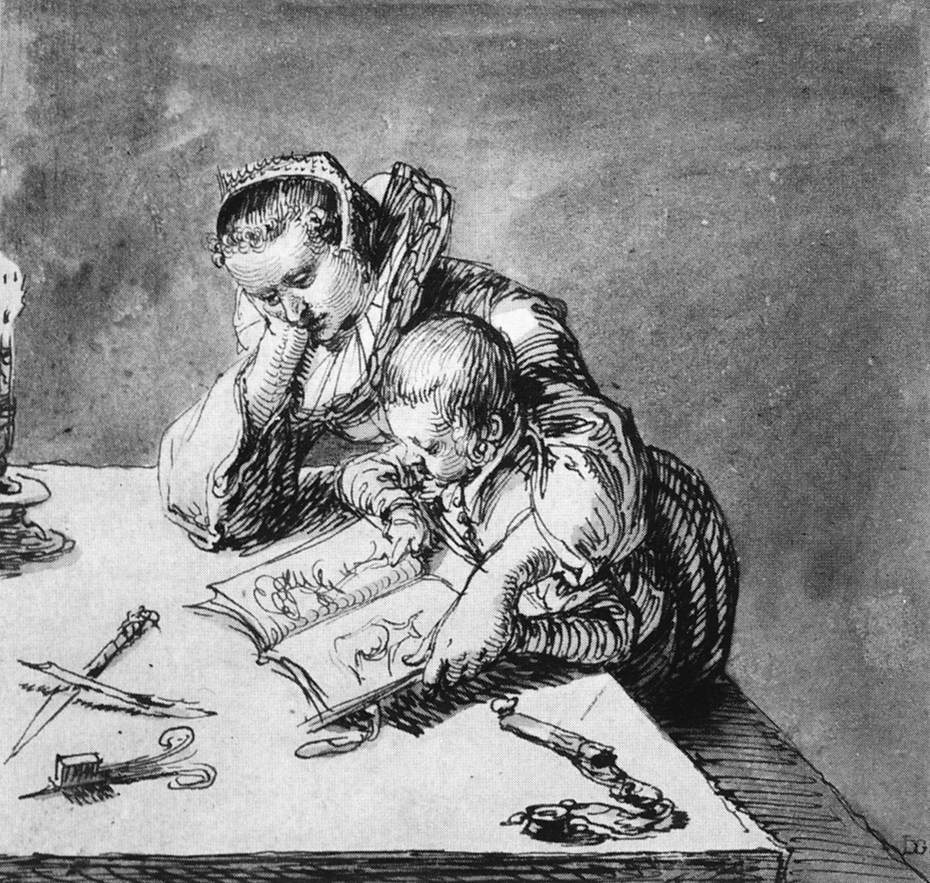
Мать и сын разглядывают книжку с картинками (рисунок Якоба де Глейна, около 1600 г.)

### На английском языке
- Фрэнк Баум — цикл о Стране Оз
- Джонни Груэлл — цикл о Тряпичной Энни
- Беатрис Поттер — сказки о Кролике Питере и других героях
- Ванда Гаг — «Миллионы кошек»
- Марджори Флэк — «История Пинга[англ.]»
- Мэри Джейкобс — «Паровозик, который смог»
- Роберт Макклоски — «Дайте дорогу утятам»
- Доктор Сьюз — «Кот в шляпе»
- Майкл Бонд — цикл о медвежонке Паддингтоне
- Морис Сендак — «Там, где живут чудовища»
- Джудит Керр — «Тигр, который пришёл выпить чаю»
- Эрик Карл — «Очень голодная гусеница»
- Раймонд Бриггс — «Снеговик»
- Мартин Хендфорд — серия «Где Уолли?»
- Джулия Дональдсон — «Груффало» и «Дочурка Груффало»

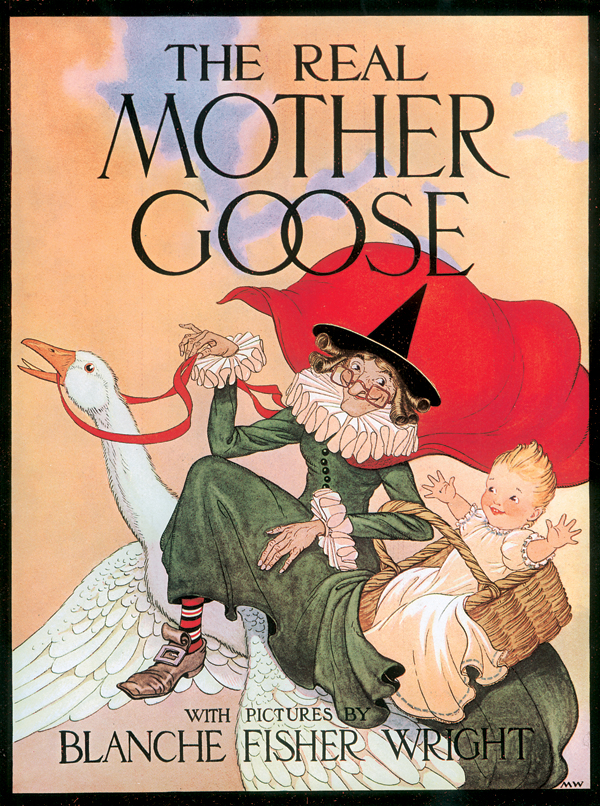
Настоящая матушка Гусыня (художница Бланш Фишер Райт, 1916 г.)

### На немецком языке
- Вернер Хольцварт, Вольф Эрльбрух — «О кротёнке, который лез не в своё дело»
- Янош — «О, как ты прекрасна, Панама![нем.]»

### На французском языке
- Жан де Брюнофф — цикл о слоне Бабаре
- Габриэль Венсан — цикл об Эрнесте и Селестине
- Анет Тизон, Талюс Тэйлор — цикл о Барбапапе[англ.]

### На шведском языке
- Туве Янссон — цикл о муми-троллях
- Свен Нурдквист — цикл о Петсоне и Финдусе

### На русском языке
- Николай Радлов — «Рассказы в картинках»
- Александр Волков — цикл об Изумрудном городе
- Юрий Коваль и Татьяна Маврина — шесть книг с рассказами о природе («Стеклянный пруд», «Заячьи тропы», «Журавли», «Снег», «Бабочки», «Жеребёнок»)

### На японском языке
- Ёко Сано — «Сказка про кота, который жил миллион раз»
- Таро Гоми — «Все какают»

## Премии

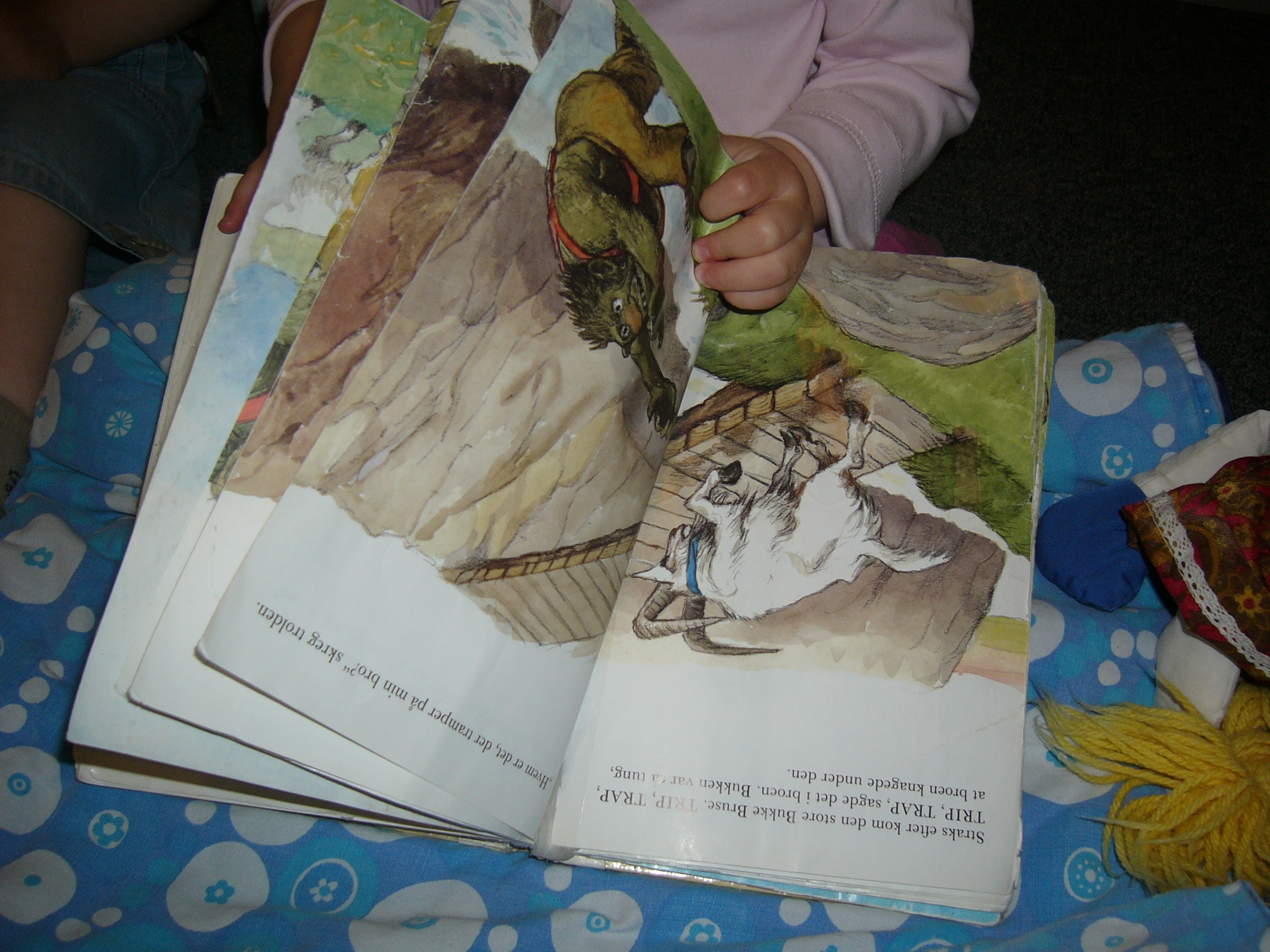
Сказка о трёх козлах (на датском языке)

В 1938 году Американская библиотечная ассоциация учредила почётную Медаль Калдекотта, вручаемую ежегодно за лучшие иллюстрации к детской книге года; ранее за выдающийся вклад в американскую литературу для детей вручалась только Медаль Джона Ньюбери (с 1922 года).
Впоследствии появились и другие премии и номинации для иллюстраторов детских книг, среди которых:
- в Великобритании: Kate Greenaway Medal (с 1955 года) за лучшие иллюстрации к детской книге
- в Германии: Deutscher Jugendliteraturpreis (с 1956 года) за достижения в области детской литературы, с отдельной номинацией за книжку с картинками
- ЮНЕСКО: Премия имени Х. К. Андерсена (с 1956 года) за достижения в области детской литературы, с отдельной номинацией для иллюстраторов
- в США: Boston Globe – Horn Book Award (с 1967 года) за достижения в области детской литературы, с отдельной номинацией за книжку с картинками
- в США: Theodor Seuss Geisel Award (с 2004 года) за лучшие детские книги для начинающих читать, награждаются автор и художник
- в Норвегии: Премия Браги (с 1992 года), у которой в первые годы существовала номинация за лучшую книжку с картинками

## Книжка-картинка

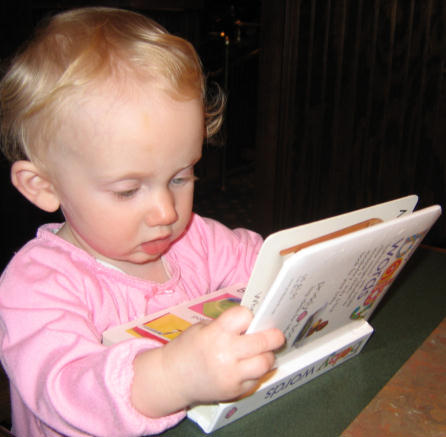
Ребёнок рассматривает книжку с картинками

Близким понятием является «книжка-картинка». Как указывает А. Э. Мильчин, «книжкой-картинкой» называется «книжное изоиздание… в котором преобладающей или единственной формой передачи содержания служит изображение, а текст, если присутствует, носит характер подписей к изображениям». (Согласно ГОСТ 7.60—90, изоиздание — это «издание, большую часть объёма которого занимает изображение», а по А. Э. Мильчину это «издание, главным и основным материалом которого являются изображения, а текст используется в качестве пояснительно-вспомогательного средства».)
Однако в современном словоупотреблении термин «книжка-картинка» фактически синонимичен книжке с картинками, к книжкам-картинкам относят классические иллюстрированные детские книги, где роль текста далеко не сводится к «подписям под изображениями».